# Kranwit
Kranwit je opera o třech dějstvích sudetoněmeckého skladatele Theodora Veidla na libreto básníka a spisovatele Hanse Watzlika podle jeho starší povídky. Premiéru měla 2. června 1929 v pražském Novém německém divadle.

## Vznik, charakteristika a historie díla
Libretista opery, českoněmecký básník Hans Watzlik (1879–1948), se podle svých vzpomínek začal pohádkovou látkou o hrbatém králi zabývat kolem roku 1910 pod dojmem jedné z kreseb Richarda Teschnera. Napsal nejprve povídku, již dal vytisknout v časopisech Deutsche Arbeit a Bohemia, a poté roku 1915 operní libreto, které dlouho leželo ladem, než se ho ujal skladatel Theodor Veidl (1885–1946). Ten si přitom od básníka vyžádal řadu změn, zejména vyústění celého příběhu.
Z hlediska námětu je Kranwit pozdním příkladem romantických pohádkových příběhů s eroticky napjatou atmosférou přelomu 19. a 20. století. Přímo téma nemožnosti vztahu mezi krásnou ženou a ušlechtilým ale ošklivým, ba deformovaným mužem využili ve svých operách např. Franz Schreker (Infantčiny narozeniny, 1908; Poznamenaní, 1918), Alexander von Zemlinsky (Trpaslík, 1922) nebo Erich Wolfgang Korngold (Mrtvé oči, 1916). Veidlovo poměrně konzervativní zhudebnění stavělo jeho operu nejspíše do blízkosti oper Siegfrieda Wagnera. Dobový kritik poznamenal: „Volba textu překvapí přihlášením se k romantismu; je to lehce vybledlý, milý romantismus, který už poněkud vyprchal a který se pohybuje na hranici lidovosti.“ Veidlovu hudební řeč přirovnávali kritikové k ranému Mahlerovi.
Nastudování v Novém německém divadle nebylo nákladné co do výpravy a interpretace byla svěřena spíše druhé garnituře pěvců. Kritika se pozastavovala nad špatnou režií, konvenční scénou i hereckými výkony a křiklavými kostýmy. Přesto dosáhl Kranwit „vysloveně silného a srdečného úspěchu“.
Hudba – jak připomínala i kritika – nebyla nijak novátorská. Podle kritika Hanse Heinze Stuckenschmidta napsal Veidl hudbu „v nejlepším slova smyslu spojenou s venkovem, základy jeho uměleckého cítění jsou vůně půdy, šumění zelených letních lesů, zasněnost jeho žateckého domova.“ Konzervativní kritika ostatně Veidlovu operu, jež si přes svůj dekadentní námět zasluhovala „čestné jméno lidové opery“, chválila především za to, že zachoval „zdravé jádro hudby“ a nepropadl „artistickým vylomeninám“, protože „[d]nes opět chceme, aby se v opeře zpívalo tak, jako se zpívalo zastara“. Progresivnější kritika projevoval spíše jistou blahosklonnost: „tato opera má svou dráživost, je poctivě cítěna a vypracována s vkusem. Dobrácky měšťanská, ale bezpochyby psaná talentem.“
Negativní kritika se většinou soustředila na libreto, jež bylo příliš literární a málo divadelní: podle H. H. Stuckenschmidta „občas běželo dění na prázdno“. Režisér Hubert Nerad o něm píše: „Není to text plný dramatického dění. Je to text, který odpovídá smyslu pověsti, německé pověsti o králi Kranwitovi. Watzlik jde cestou ságy, nezapomíná pro dramatickou osnovu nikdy jejího vlastního bytí a zůstává tak básníkem, aniž by se stal libretistou.“ Hudbě byla vytýkána jen jistá monotónnost způsobená jednotnou náladou předlohy; „protože skladatelova síla spočívá v lyričnosti a ne ve formování kontrastujících operních scén, zůstalo v hromadných scénách leccos jen načrtnuto“ (H. H. Stuckenschmidt). Týž kritik rovněž shledával orchestraci poněkud prostou a vylepšitelnou a za vrchol opery považoval intimní a lyrickou scénu krále Ruody ve druhém dějství.
Slovy muzikoložky Jitky Ludvové: „Tato nepříliš výbojná, ale profesionálně velmi solidní práce byla po několika desetiletích prvním reprezentativním operním dílem českých Němců a přinesla autorovi i souboru veliké ovace.“ Později, v roce 1938, ji Emil K. Pohl ve svém přehledu označil za první sudetoněmeckou operu. Veidl se za Kranwita dočkal ocenění nejen u kritiky a obecenstva, ale i u státu a byla mu za tuto operu roku 1929 udělena Československá státní cena.
Opera dosáhla v Praze pěti představení; poslední z nich, 13. února 1930, dirigoval sám Veidl. Jediné další nastudování opery proběhlo roku 1933 v Liberci.
Libreto opery vydal Sudetendeutscher Verlag v Liberci roku 1933. Partitura ani klavírní výtah vydány nebyly, až na Ruodinu „Píseň o hrbatém mužíčkovi“ (Lied vom buckligen Männlein, text lidový ze sbírky Des Knabens Wunderhorn) z druhého dějství, jež vyšla v příloze řezenského Zeitschrift für Musik roku 1938. S touto výjimkou je hudba opery považována za ztracenou.

## Osoby a první obsazení
| Osoba                                    | hlasový obor | světová premiéra (2. 6. 1929)              |
| ---------------------------------------- | ------------ | ------------------------------------------ |
| Kranwit, král                            | tenor        | Richard Dresdner                           |
| Ruoda                                    | soprán       | Hanna Kramer                               |
| Pomposo, dvorní maršálek                 | bas          | Leo Reiter                                 |
| Vyslanec                                 | baryton      | Adolf Fuchs                                |
| Šašek                                    | baryton      | Josef Hagen                                |
| Družičky                                 | soprány      | Clemt Zilzer, Marie Hauser, Marie Heismann |
| 1. dívka                                 | soprán       | Traute Rohne / Elisabeth Blum              |
| 2. dívka                                 | soprán       | Käthe Seibt / Olly Ried                    |
| 3. dívka                                 | alt          | Marie Kallina                              |
| 3. dívka                                 | alt          | Marie Heissmann                            |
| Dvořané, služebnictvo, lid, dva kejklíři |              |                                            |
| Dirigent:                                | Dirigent:    | Robert Kolisko                             |
| Režie:                                   | Režie:       | Hans Heinz Wolfram                         |
| Výprava:                                 | Výprava:     | Hans Heinz Wolfram                         |
| Kostýmy:                                 | Kostýmy:     | Trude Volkner                              |

## Děj opery
Odehrává se na dvoře Kranwitově v pohádkových časech.

### 1. dějství
(Hradní nádvoří) Na hradě krále Kranwita zdobí dívky kamenné schodiště květinami (kvartet Dem Wald will nun gelingen). Maršálek Pomposo krotí jejich rozjívenost, dočká se však od nich jen výsměchu (kvartet Mein Gürglein ist weißer als Schnee… Seht den alten Hagestolz). V tom trubači troubí na znamení příchodu vyslance. Pomposo e holedbá tím, že je vše připraveno na uvítání vzácného hosta, a ptá se vyslance, o koho se jedná. Vyslanec vypráví, že jej král vyslal hledat nejkrásnější děvče v království, aby je pojal za manželku. Kůň vyslance nesl daleko do lesů a zastavil se až před krásnou husopaskou, kterou nyní přivážejí na hrad (vyprávění vyslance Als die schwarze Amsel wieder scheu und leise).
Dívka jménem Ruoda vstupuje a lid ji vítá jako novou královnu (sbor Tausendholde Frühlingsfrau), maršálek ji obřadně zdraví a děvčata jí předávají květiny. Rhoda, která přibyla v prostém šatu a bosa, jim závidí jejich rudé střevíčky a bílé ruce a hledá svého budoucího manžela, jehož si představuje jako krasavce (árie Du kannst in roten Schuhen gehn). Zakrslý, hrbatý král Kranwit jí otvírá náruč a vítá ji, ale Ruoda ho odbývá žertem, považujíc ho za šaška. Když pozná svůj omyl, zhrozí se. Kranwit jí dává volnost, aby se vrátila domů, ale strach z hněvu surového otce, Kranwitova mírná slova a zlatý prsten, který od něj dostane, Ruodu rychle přesvědčí, aby zůstala, zvláště pokud také dostane rudé střevíce.
Tu vtrhne na dřevěném koni šašek; je to urostlý a pohledný muž. Jeho divoká gesta a řeči (zpěv Willst du mir vermummten Henker erlauben?) Ruodu polekají a ta Kranwita žádá, aby byl vyhnán, ale král její žádost odbývá smíchem a odvádí ji do jejích komnat. Maršálek Pomposo oznamuje na počest svatby osvobození města od desátků a činží. Brzy se na balkóně objeví Kranwit a Ruoda, už ustrojená do královského hávu. Lidé jí holdují.

### 2. dějství
(Květinová zahrada krále Kranwita v noci) Nově sezdaný královský pár odpočívá na lavičce. Nejprve v přítomnosti dvořanstva sleduje vystoupení zaklínače hadů, pak Kranwit dá pokyn a dvůr se vzdálí. Kranit se vyptává Ruody na její pocity. Ta je zmatená a vzpomíná na své rodné hory, jež jsou vidět na obzoru (árie Drüber in der Heimat war es schön), a pak na královu žádost zpívá lidovou píseň (Will ich in mein Garten gehn). Kranwit jí přiznává, že ho ještě nikdy nikdo nemiloval, a ptá se, může-li ho milovat ona. Ruoda cítí k laskavému a moudrému králi náklonnost a lítost, ale láskou to nazvat nechce, všechno je pro ni nové a matoucí (duet Hilf Gott, was sang ich nbedachte Magd… O Schmach, daß all mein Wachstum). Král ji nechává o samotě a odchází.
Ruoda si hraje s růžemi (píseň Rosen, meine Trautgespielten) Tu se vynoří šašek, začne na Ruodu útočit a pomlouvá Kranwitovo tělo, které porovnává se svou krásou a sílou (duet Ich lauerte den langen, eklen Tag). Ruoda mu už málem podléhá, když se vrací král. Kárá šaška, Ruoda ho však brání – prý ho sama přivolala. Šašek se vymlouvá na opití měsíčním světlem (píseň Du krummer Hund dort oben!), jeho obscénní žerty však Kranwita rozčílí natolik, že na něj tasí kord. Ruoda jej zastaví. Nedokáže vysvětlit, proč šaška brání, ale chce po manželovi, aby ho vyhnal. Ptá se ho, proč vůbec šaška do svých služeb přijal. Kranwit vysvětluje, že chtěl mít poblíž sebe někoho zdravého a krásného – proto ostatně vyhledal i ji (árie Ich tat es aus der Sehnsucht meines schnöden Leibes… O du, du junges Weib). Ruoda je dojata, ale Kranwitovu pokusu o tělesné sblížení se brání a žádá, aby ji propustil a nechal odejít domů. To Kranwit nedovolí, je však trpělivý a přeje Ruodě dobrou noc (duet O Kranwit, deine Worte rühren mich… Die Nacht ist tief. O stille dich mein Leid!).

### 3. dějství
(Královská ložnice) Ruoda ve své ložnici nemůže usnout. Pozoruje plameny v krbu, své sestry, tančí s nimi až k extázi, v níž volá krásného šaška (árie Feuerlein, mein Schwesterlein, kannst dua uch nicht schlafen… Meine Schuhe sind aus rotem Glas). Ten se jako na zavolání objeví v okně, kam se za ní vyšplhal, a netají se svým cílem: přišel pro její „čerstvý vínek“, jehož se Kranwit pro dnešní noc vzdal. Mladík nenávidí Kranwita, který z něj udělal šaška, a hrubě poměřuje svou krásu a sílu s královou ošklivostí a nemohoucností. Ruoda se chvíli zdráhá, protože cítí ke Kranwitovi úctu, brzy ale vášnivě podlehne, protože „Jak sladké je trpět násilím!“ (duet Ha, roter Zauberer, wie kommst du her?... Wie wühlst der Seele Scharlachtiefen du mir auf).
Kranwit přichází a přistihne milence při činu. Na trpké výčitky Ruoda sama na sebe volá kata. Šašek se nejprve králi vysmívá, na jeho mocný pokyn však schlípne a vytratí se. Ruoda musí králi přiznat, že se jeho těla hrozí, a omdlívá. Kranwit je nejprve rozzuřen a proklíná ji i sebe, pak ale jakoby osvícen uzná, že ani jeho královská moc nemůže překonat dívčin přirozený pud a že moudrost a odevzdanost, se kterou snášel své postižení, nejsou žádným řešením (árie Ihr graut von meinem Leib… Und doch! Was säume ich und soll doch strafen?). Vrhá se z balkónu a umírá.
O málo později přináší truchlící lid mrtvolu dobrotivého krále zpět do ložnice (sbor Seine weisheit ist verstummt). Ruoda nabude vědomí a lituje Kranwita; připadá si na cizím místě a vzdaluje se. Lidé v žalu přemítají nad otázkami štěstí, viny a osudu (sbor O was ist Glück?). Ruoda se mezitím převlékla do svých prostých šatů, líbá Kranwita na čelo a vydává se na cestu zpět domů.